# Diplogelasinospora princeps
Diplogelasinospora princeps är en svampart som beskrevs av Cain 1961. Diplogelasinospora princeps ingår i släktet Diplogelasinospora, ordningen Sordariales, klassen Sordariomycetes, divisionen sporsäcksvampar och riket svampar.   Inga underarter finns listade i Catalogue of Life.